# Nakamura Kanzaburō
Nakamura Kanzaburō (中村勘三郎?) è il nome d'arte utilizzato da una serie di attori kabuki appartenenti alla famiglia Nakamura. Sebbene la maggior parte di essi avesse diretti legami di sangue, diversi Kanzaburō erano in realtà stati adottati dal predecessore.
Nell'ambiente del teatro kabuki, il nome Kanzaburō è molto famoso e importante e riceverlo è considerato uno dei massimi onori. Per questo, così come accade per altri nomi di scena, esso è formalmente concesso in una cerimonia chiamata shūmei in cui diversi attori cambiano formalmente il proprio nome, detto yagō. Prima di prendere il nome di Kanzaburō, che generalmente viene dato all'attore scelto quando questi si trova all'apice della carriera, infatti, un attore ha di solito già avuto altri nomi di scena quali Nakamura Kankurō o Nakamura Shichinosuke.
Un tempo, colui che portava questo nome era anche lo zamoto, ossia colui che riceveva dalle autorità shogunali il permesso di mettere in scena una rappresentazione kabuki in un teatro di sua proprietà, del teatro Nakamura-za di Edo (l'antica Tokyo), nonché il direttore dello stesso teatro e il capo della sua compagnia teatrale.
Il simbolo della famiglia Nakamura, e della gilda Nakamura-ya a cui fa capo, ossia il loro mon, rappresenta un albero di Ginkgo biloba stilizzato.

## Linea di successione
Di seguito è riportato l'elenco in ordine cronologico degli attori a cui è stato concesso il nome Nakamura Kanzaburō, con l'eccezione di Nakamura Kanzaburō I, che portò lo stesso nome per tutta la vita, le date tra parentesi rappresentano il periodo in cui essi hanno portato il nome Kanzaburō prima di cambiarlo (di solito dopo il ritiro dalle scene).
- Nakamura Kanzaburō I (1598 – Giugno 1658) – fondatore, nel 1624, del teatro Nakamura-za e fra i primi attori kabuki della storia.
- Nakamura Kanzaburō II (1662 – Agosto 1674) – attore, zamoto e figlio di Kanzaburō I.
- Nakamura Kanzaburō III (Settembre 1674 – Agosto 1678) – attore, zamoto e figlio di Kanzaburō I.
- Nakamura Kanzaburō IV (Agosto 1678 – Dicembre 1683) – attore, zamoto e figlio di Nakamura Kankurō I
- Nakamura Kanzaburō V (Ottobre 1684 – Settembre 1701) – attore, zamoto e figlio di Kanzaburō III.
- Nakamura Kanzaburō VI (Ottobre 1701 – Luglio 1750) – attore, zamoto e figlio di Kankurō I, è apparso raramente sul palco.
- Nakamura Kanzaburō VII (Agosto  1750 – Febbraio 1775) – attore, zamoto e figlio di Kankurō I, è apparso raramente sul palco.
- Nakamura Kanzaburō VIII (Settembre 1775 – Novembre 1777) – attore, zamoto e figlio di Kanzaburō VI.
- Nakamura Kanzaburō IX (Gennaio 1778 – 29 Luglio 1785) – attore, zamoto, nipote di Nakamura Shichisaburō II, adottato da Kanzaburō VIII.
- Nakamura Kanzaburō X (Giugno 1786 – Aprile 1787) – zamoto, mercante e genero di Kanzaburō VIII, non è mai apparso sul palco.
- Nakamura Kanzaburō XI (Aprile 1787 – Agosto  1829) – attore, zamoto e genero di Kanzaburō VIII, è apparso raramente sul palco.
- Nakamura Kanzaburō XII (Novembre 1829 – Marzo 1850) – attore, zamoto e figlio di Kanzaburō XI, arrestato per falsificazione di documenti. Arrested for falsification of documents.
- Nakamura Kanzaburō XIII (Aprile 1850 – 1875) – Attore e ultimo zamoto del teatro Nakamura-za, era figlio di Kanzaburō XII ed è apparso raramente sul palco.
- Nakamura Nakazō III – sebbene non abbia mai ufficialmente portato il nome di Kanzaburō è comunque ritenuto il quattordicesimo Kanzaburō nella linea di successione. Attore e genero di Kanzaburō XII, ha gestito il teatro Nakamura-za dal 1875 fino alla sua distruzione avvenuta nel 1876.
- Nakamura Akashi V – sebbene non abbia mai ufficialmente portato il nome di Kanzaburō è comunque ritenuto il quindicesimo Kanzaburō nella linea di successione. Attore e figlio di Kanzaburō XIII, è stato lo  zamoto del teatro Saruwaka-za.
- Nakamura Fujiko – Figlia di Akashi V e nipote di Kanzaburō XIII, sebbene, come i suoi due predecessori, non abbia mai ufficialmente portato il nome di Kanzaburō, è consideratà il sedicesimo Kanzaburō della linea di successione.
- Nakamura Kanzaburō XVII (Gennaio 1950 – Aprile 1988) – Attore, figlio di Nakamura Karoku III, prese parte al primo tour di teatro kabuki svolto in Europa occidentale e alla cerimonia di apertura del Teatro nazionale del Giappone a Tokyo.
- Nakamura Kanzaburō XVIII (Marzo 2005 – Dicembre 2012) – Attore, figlio di Kanzaburō XVII, è stato l'ultimo, a febbraio 2020, a portare il nome di Kanzaburō, apparendo anche in pubblicità televisive e opere teatrali diverse dal classico teatro kabuki.[3]